# Thierry Benoit

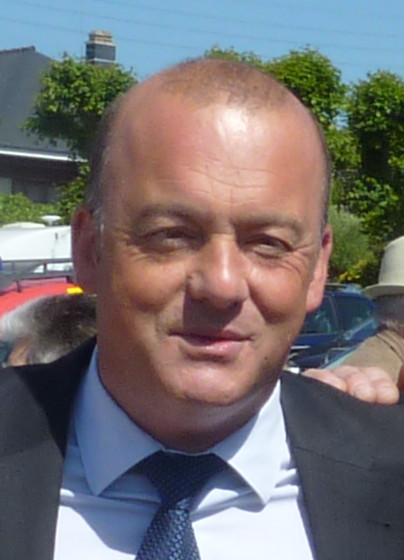
Thierry Benoit, 2014

Thierry Benoit (* 13. September 1966 in Fougères, Département Ille-et-Vilaine) ist ein französischer Politiker (Horizons, früher UDF, AC, UDI). Er ist seit 2007 Abgeordneter der Nationalversammlung.
Benoit wuchs in der bretonischen Kleinstadt Fougères auf und war nach dem Schulabschluss als Handelsvertreter für Wein tätig. Er zog 1989 in den Gemeinderat der kleinen Gemeinde Lécousse bei Fougères ein und wurde vom dortigen Bürgermeister 2001 zum Beigeordneten ernannt. 2004 gelang ihm der Einzug in den Generalrat des Départements Ille-et-Vilaine. Bei den Parlamentswahlen 2007 konnte Benoit als Kandidat der Union pour la démocratie française (UDF) im sechsten Wahlkreis von Ille-et-Vilaine ein Mandat erringen. In der Nationalversammlung war er zunächst fraktionslos, im Juli 2008 schloss er sich der Fraktion des Nouveau Centre (NC), nicht aber der gleichnamigen Partei an.
Er beteiligte sich 2009 an der Gründung der kleinen Mitte-Partei Alliance centriste (AC) unter Führung von Jean Arthuis und wurde Generalsekretär der Partei. 2012 gelang ihm als Mitglied der AC, unterstützt von den Mitte-rechts-Parteien UMP und NC, die Wiederwahl. Anschließend saß er in der Fraktion der Union des démocrates et indépendants (UDI), einem Zusammenschluss kleiner Mitte-rechts-Parteien. Während er noch 2017 als UDI-Kandidat mit Unterstützung der konservativen Les Républicains wiedergewählt wurde, trat er 2022 für das Bündnis Ensemble des Staatspräsidenten Emmanuel Macron an. Seither sitzt er in der Fraktion von Horizons, einer mit Macron verbündeten Mitte-rechts-Partei. Benoit ist seit 2009 Mitglied im Ausschuss für wirtschaftliche Angelegenheiten, seit 2022 ist er stellvertretender Ausschussvorsitzender.